# Glavno tajništvo Europskog parlamenta
Glavno tajništvo je upravno tijelo Europskog parlamenta na čelu s glavnim tajnikom, a čini ga dvanaest glavnih uprava i pravna služba.
Sastav i organizaciju tajništva određuje Ured predsjedništva Europskog parlamenta, koji također imenuje glavnog tajnika.

## Glavni tajnik
Zajedno s predsjednikom, glavni tajnik je najviši dužnosnik Europskog parlamenta i predvodi upravljanjem tijela. Organizira rad Parlamenta pod vodstvom predsjednika, Ureda predsjednika i Konferencije predsjednika. Zajedno s predsjednikom Europskog parlamenta ovjerava i potpisuje sve pravne akte koje su zajednički usvojili Parlament i Vijeće Europske unije. Imenuje ga Ured predsjedništva Europskog parlamenta na čelu s predsjednikom, 14 potpredsjednika i 5 kvestora.
Popis generalnih tajnika:
- Frits de Nerée tot Babberich (1958. – 1963.)
- Hans Nord (1963. – 1979.)
- Hans Joachim Opitz (1979. – 1986.)
- Enrico Vinci (1986. – 1997.)
- Julian Priestley (1997. – 2007.)
- Harald Rømer (2007. – 2009.)
- Klaus Welle (2009. – danas)

## Odjeli

### Predsjedništvo
Glavna uprava za predsjedništvo (DG PRES) vodi parlamentarne postupke i obavlja brojne funkcije u ime predsjednika.

### Unutarnja politika
Glavna uprava za unutarnju politiku Unije (DG IPOL) prati rad odbora na područjima unutarnje politike.

### Vanjska politika
Glavna uprava za vanjsku politiku Unije (DG EXPO) prati rad odbora i izaslanstava u vanjskoj politici.

### Služba za istraživanja
Glavna uprava za istraživanja (DG EPRS) provodi neovisna istraživanja i analize kako bi pomogla članovima u Europskog parlamenta u njihovom radu.

### Komunikacija
Glavna uprava za komunikaciju s javnošću (DG COMM) uključuje glasnogovornicu Parlamenta (od 2008. Jaume Duch Guillot), tiskovni ured i mrežu ureda za javno informiranje u državama članicama. Također vodi i mrežnu stranicu Europskog parlamenta.

### Osobno
Glavna uprava za kadrove (DG PERS) zadužena je za ljudske resurse.

### Infrastruktura i logistika
Glavna uprava za infrastrukturu i logistiku (DG INLO) upravlja infrastrukturom i logistikom prostorne organizacije rada Parlamenta u različitim sjedištima.

### Prijevod
Glavna uprava za prijevod (DG TRAD) osigurava prijevod dokumenata na sve jezike Europske unije u skladu s načelom višejezičnosti.

### Tumačenje i konferencije
Glavna uprava za tumačenje i konferencije Europskog parlamenta (DG INTE) organizira rad u prostorijama za sastanke i odgovorna je za simultano prevođenje na različite jezike EU.

### Financije
Generalna uprava za financije (DG FINS) brine o proračunu parlamenta i troškovima zastupnika.

### Inovacije i tehnološka pomoć
Generalna uprava za inovacije i tehnološku pomoć (DG ITEC) pruža informacijske i komunikacijske tehnološke usluge.

### Sigurnost
Uprava za sigurnost i procjenu rizika (DG SAFE) odgovorna je za sigurnost ljudi, resursa i informacija.

## Pravna služba
Pravna služba savjetuje Europski parlament o pravnim pitanjima i zastupa ga na sudovima Europske unije i država članica.

## Vanjske poveznice
Mrežne stranice Glavnog tajništva Europskog parlamenta, pristupljeno 7. srpnja 20121.